# Cmentarz żydowski w Śmiglu
Cmentarz żydowski w Śmiglu – kirkut mieści się przy ul. Skarżyńskiego. Powstał w XIX wieku. W czasie II wojny światowej został zniszczony przez nazistów. Nie zachowała się na nim żadna macewa. Na miejscu nekropolii stoi obelisk ku czci zamordowanych w dwóch publicznych egzekucjach i tam też pogrzebanych mieszkańców Śmigla i okolic 1939. Zachował się tylko dom przedpogrzebowy.